# مکائوی طوق‌طلایی
مکائوی طوق‌طلایی (نام علمی: Primolius auricollis) نام یک گونه از سرده مکائوهای سبز است.